# St. Sebastian, Cornelius und Cyprian (Binzwangen)

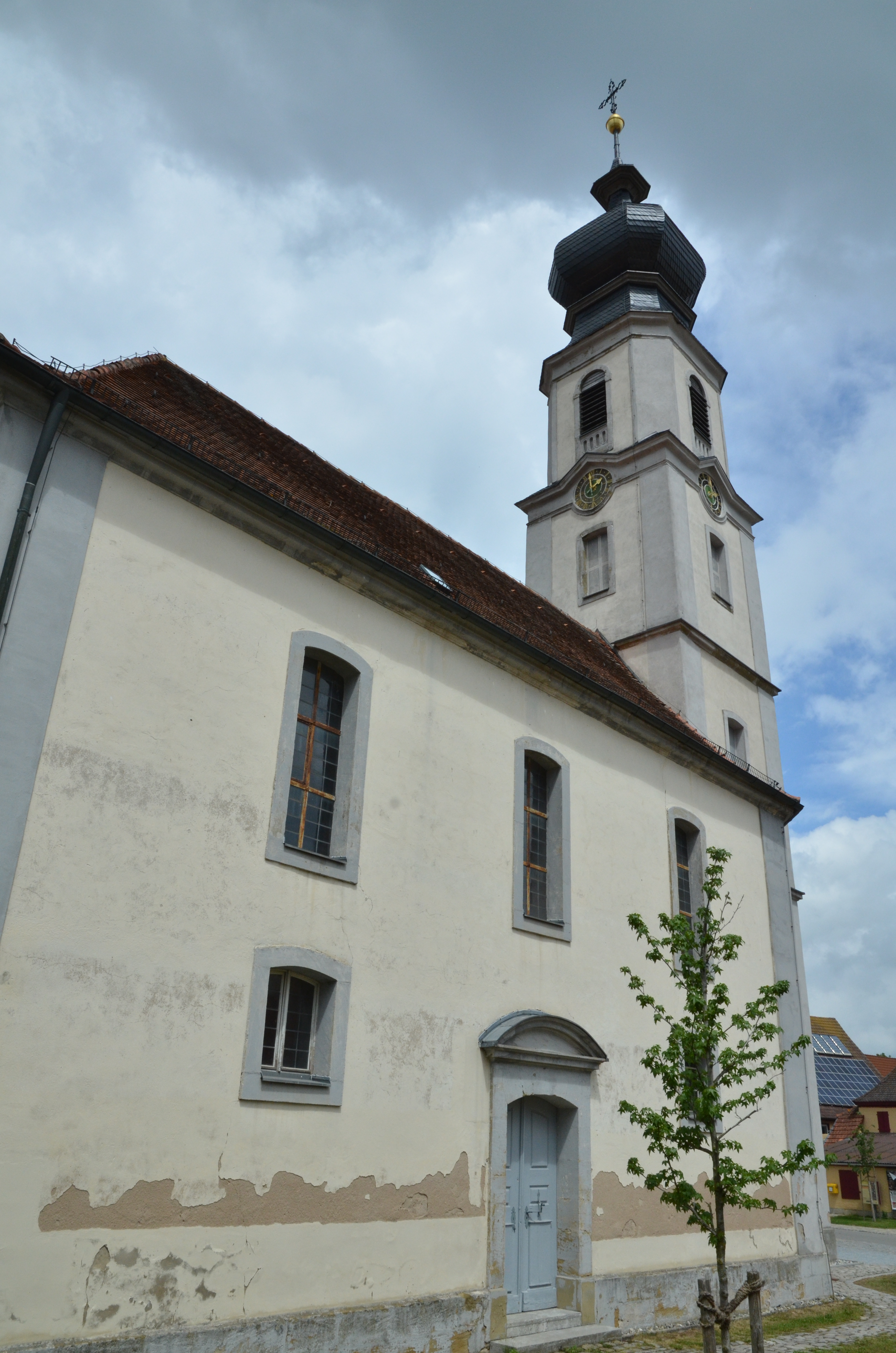
St. Sebastian, Cornelius und Cyprian (Binzwangen)

Die evangelische Pfarrkirche St. Sebastian, Cornelius und Cyprian ist ein denkmalgeschütztes Kirchengebäude in Binzwangen, einem Gemeindeteil des Marktes Colmberg im Landkreis Ansbach (Mittelfranken, Bayern). Das Bauwerk ist unter der Denkmalnummer D-5-71-130-21 als Baudenkmal in die Bayerische Denkmalliste eingetragen. Die Kirchengemeinde gehört zum Dekanat Leutershausen im Kirchenkreis Ansbach-Würzburg der Evangelisch-Lutherischen Kirche in Bayern. Sie trug zunächst das Patrozinium der Heiligen Cornelius und Cyprian, später auch des heiligen  Sebastian.

## Beschreibung
Der Vorgängerbau war eine Holzkirche. Der Grundstein für die heutige Saalkirche mit einem Langhaus, das mit einem Walmdach bedeckt ist, und einem dreiseitig geschlossenen Chor im Westen wurde am 7. Oktober 1749 gelegt. Der hohe quadratische Kirchturm im Osten hat Stockwerkgesimse und Lisenen an den Ecken und ist mit einer schiefergedeckten Welschen Haube bedeckt. Die älteste Kirchenglocke wurde zwischen 1525 und 1550 gegossen und hing schon in der Vorgängerkirche. Die 1815 und 1910 hinzugekommenen Glocken mussten im Zweiten Weltkrieg abgeliefert werden. Danach kehrte nur die ältere zurück. 1954 wurden die vorhandenen Glocken schließlich noch um zwei weitere ergänzt. 
Der auf drei Seiten mit Emporen ausgestattete Innenraum wird von einem Kanzelaltar dominiert. Das Taufbecken stammt aus der Bauzeit. Die Orgel mit elf Registern, einem Manual und Pedal wurde 1754 von Georg Martin Gessinger gebaut.